# Laquintasaura venezuelae
La laquintasaura (Laquintasaura venezuelae) è un dinosauro erbivoro appartenente agli ornitischi. Visse nel Giurassico inferiore (Hettangiano, circa 200 milioni di anni fa) e i suoi resti fossili sono stati ritrovati in Sudamerica (Venezuela). È uno dei più antichi ornitischi noti.

## Descrizione
I fossili di Laquintasaura rappresentano elementi di gran parte dello scheletro, ad eccezione delle zampe anteriori e della mascella inferiore. Vi sono anche resti di esemplari giovani. 
Laquintasaura aveva una lunghezza di circa un metro, e un'altezza di circa venticinque centimetri. Si trattava di un animale bipede. I denti di Laquintasaura avevano una forma molto primitiva per un ornitischio: possedevano un profilo triangolare alto e stretto, con la punta leggermente piegata all'indietro; il bordo posteriore era liscio. In generale, questi denti potrebbero richiamare quelli dei possibili antenati carnivori degli ornitischi. Tuttavia, i denti possedevano anche creste verticali e dentellature larghe sui bordi, ovvero specializzazioni che mostrano anche ornitischi successivi. 
Laquintasaura possedeva un muso piuttosto appuntito. Il collo era moderatamente lungo. La scapola era allargata notevolmente all'estremità superiore. Il pube possedeva già un breve processo prepubico. Il femore era breve ma robusto, con un grande quarto trocantere. La tibia era lunga e ingrandita nella parte prossimale. 

## Classificazione
Laquintasaura venezuelae venne descritto per la prima volta nel 2014, sulla base di numerosi fossili appartenenti ad almeno quattro esemplari, ritrovati nella formazione La Quinta nella regione di Táchira in Venezuela. È il primo dinosauro ad essere descritto formalmente in Venezuela. Un'analisi cladistica ha indicato che Laquintasaura era un rappresentante basale degli ornitischi, al di fuori del gruppo dei cerapodi e forse basale rispetto ai tireofori. In ogni caso, con l'eccezione di Pisanosaurus e di Eocursor, Laquintasaura è uno dei più antichi ornitischi noti.

## Paleobiologia e significato dei fossili
I fossili di Laquintasaura sono più giovani di circa mezzo milione di anni rispetto all'epoca di una grande estinzione avvenuta alla fine del Triassico superiore. L'importanza di questi fossili è notevole anche per il fatto che, fino al momento della loro scoperta, non erano stati ritrovati fossili di dinosauri triassico-giurassici nelle zone attualmente occupate dai tropici (che si pensava fossero costituite da un deserto inospitale). Oltre a Laquintasaura, nello stesso sito sono stati ritrovati anche i denti di un piccolo dinosauro carnivoro.  
La scoperta di diversi individui nello stesso sito è stata vista come un segno che Laquintasaura viveva in gruppi. Anelli di crescita indicano che l'età degli esemplari ritrovati variava dai tre ai dodici anni. Laquintasaura era un dinosauro erbivoro agile e veloce; la punta acuminata dei denti suggerisce tuttavia che questo animale potrebbe aver integrato la sua dieta anche con insetti.